# Poder Executivo do Paraná
O Poder Executivo do Paraná é exercido pelo governador do estado, auxiliado pelos secretários de estado. O Palácio Iguaçu, em Curitiba, é a sede do governo do Paraná. Para ser governador de estado é preciso ser brasileiro maior de 30 anos, estar em pleno gozo de direitos políticos e ser eleito por partido político. Os mesmos requisitos são exigidos do candidato a vice-governador. Ambos são eleitos para um mandato de 4 anos, observando-se na eleição as mesmas regras da eleição para presidente da República, inclusive quanto ao segundo turno de votação, caso nenhum dos candidatos obtenha na primeira votação a maioria absoluta dos votos válidos. (artigo 28)
A competência do governador é definida, na constituição estadual, respeitados os princípios da constituição federal, em conformidade com as normas estabelecidas para o Executivo da União.
Para auxiliá-lo na administração, o governador conta com os secretários de Estado, de sua livre nomeação e exoneração. O número de secretários varia de um estado para outro e suas atribuições correspondem, no âmbito estadual, às dos ministros de Estado.
Para a garantia da ordem e da segurança pública, os Estados mantêm os serviços de polícia, estruturados em Polícia Civil e Polícia Militar; estatutos especiais regulam a composição e atribuições de cada uma. (artigo 144, da Constituição Federal)
Também na esfera estadual o Executivo organiza, junto ao Poder Judiciário, o Ministério Público, chefiado pelo procurador-geral de justiça, exercido pelos procuradores e promotores de justiça. Sua estrutura e funcionamento, são semelhantes às do Ministério Público da União e são definidos pela Constituição estadual e leis complementares. (artigo 128, par. 3º)

## Administração Direta

### Gabinete de Governo
- Governador: Ratinho Júnior
- Vice-Governador: Darci Piana

### Secretarias de Estado
| Secretarias                                                                  |
| ---------------------------------------------------------------------------- |
| Secretaria de Estado da Comunicação (SECOM)                                  |
| Secretaria de Estado da Inovação, Modernização e Transformação Digital (SEI) |
| Secretaria de Estado da Administração e da Previdência (SEAP)                |
| Secretaria de Estado da Agricultura e do Abastecimento (SEAB)                |
| Secretaria de Estado das Cidades (SECID)                                     |
| Secretaria de Estado de Infraestrutura e Logística (SEIL)                    |
| Secretaria de Estado do Desenvolvimento Sustentável (SEDEST)                 |
| Secretaria de Estado da Educação (SEED)                                      |
| Secretaria de Estado da Segurança Pública (SESP)                             |
| Secretaria de Estado da Saúde (SESA)                                         |
| Secretaria de Estado da Fazenda (SEFA)                                       |
| Secretaria de Estado da Indústria, Comércio e Serviços (SEIC)                |
| Secretaria de Estado da Ciência, Tecnologia e Ensino Superior (SETI)         |
| Secretaria de Estado da Justiça e Cidadania (SEJU)                           |
| Secretaria de Estado da Mulher e Igualdade Racial e Pessoa Idosa (SEMIPI)    |
| Secretaria de Estado do Desenvolvimento Social e Família (SEDEF)             |
| Secretaria de Estado da Cultura (SEEC)                                       |
| Secretaria de Estado do Esporte (SEES)                                       |
| Secretaria de Estado do Planejamento (SEPL)                                  |
| Secretaria de Estado do Trabalho, Qualificação e Renda (SETR)                |
| Secretaria de Estado do Turismo (SETU)                                       |

Órgãos autônomos
- Advocacia Geral do Estado (AGE)
- Controladoria Geral do Estado (CGE)
- Corpo de Bombeiros da Polícia Militar
- Casa Militar
- Polícia Civil
- Polícia Militar
- Defensoria Pública do Estado do Paraná

## Administração Indireta
| Autarquias                                                           |
| -------------------------------------------------------------------- |
| Agência de Defesa Agropecuária do Paraná (ADAPAR)                    |
| Agência Reguladora de Serviços Públicos Delegados do Paraná (AGEPAR) |
| Agência de Assuntos Metropolitanos do Paraná (AMEP)                  |
| Centro Cultural Teatro Guaíra (CCTG)                                 |
| Departamento de Estradas de Rodagem (DER)                            |
| Departamento de Trânsito do Paraná (DETRAN/PR)                       |
| Instituto Água e Terra (IAT)                                         |
| Instituto de Desenvolvimento Rural do Paraná (IAPAR-EMATER)          |
| Instituto de Pesos e Medidas do Estado do Paraná (IPEM/PR) - SEAP    |
| Paraná Esporte (PARANA ESPORTE)                                      |
| Instituto Paranaense de Desenvolvimento Econômico e Social (IPARDES) |
| Instituto Paranaense de Desenvolvimento Educacional (FUNDEPAR)       |
| Junta Comercial do Paraná (JUCEPAR)                                  |
| Loteria do Estado do Paraná (LOTEPAR)                                |
| Universidade Estadual de Londrina (UEL)                              |
| Universidade Estadual de Maringá (UEM)                               |
| Universidade Estadual de Ponta Grossa (UEPG)                         |
| Universidade Estadual do Centro Oeste do Paraná (UNICENTRO)          |
| Universidade Estadual do Norte do Paraná (UENP)                      |
| Universidade Estadual do Oeste do Paraná (UNIOESTE)                  |
| Universidade Estadual do Paraná (UNESPAR)                            |

| Fundações públicas                                                                               |
| ------------------------------------------------------------------------------------------------ |
| Fundação Araucária de Apoio ao Desenvolvimento Científico e Tecnológico do Estado do Paraná (FA) |
| Fundação Estatal de Atenção em Saúde do Estado do Paraná (FUNEAS)                                |
| Fundação de Apoio à Atividade de Segurança Pública (FAASP)                                       |

| Sociedades de economia mista                                            |
| ----------------------------------------------------------------------- |
| Agência de Fomento do Paraná S.A (FOMENTO PARANÁ)                       |
| Centrais de Abastecimento do Paraná S/A (CEASA)                         |
| Companhia de Habitação do Paraná (COHAPAR)                              |
| Companhia de Saneamento do Paraná (SANEPAR)                             |
| Companhia de Tecnologia da Informação e Comunicação do Paraná (CELEPAR) |
| Companhia Paranaense de Energia (COPEL)                                 |
| Estrada de Ferro Paraná Oeste S.A. (FERROESTE)                          |

| Empresas públicas                                       |
| ------------------------------------------------------- |
| Administração dos Portos de Paranaguá e Antonina (APPA) |
| Instituto de Tecnologia do Paraná (TECPAR)              |